# 姚建祥
姚建祥（1973年—），贵州开阳人，布依族，中华人民共和国政治人物、第十一届全国人民代表大会贵州地区代表。
毕业于西南农业大学资源环境学院农化专业，是中共党员。担任贵州省开阳县禾丰乡党委副书记、乡长。2008年起担任全国人大代表。